# Pentium II

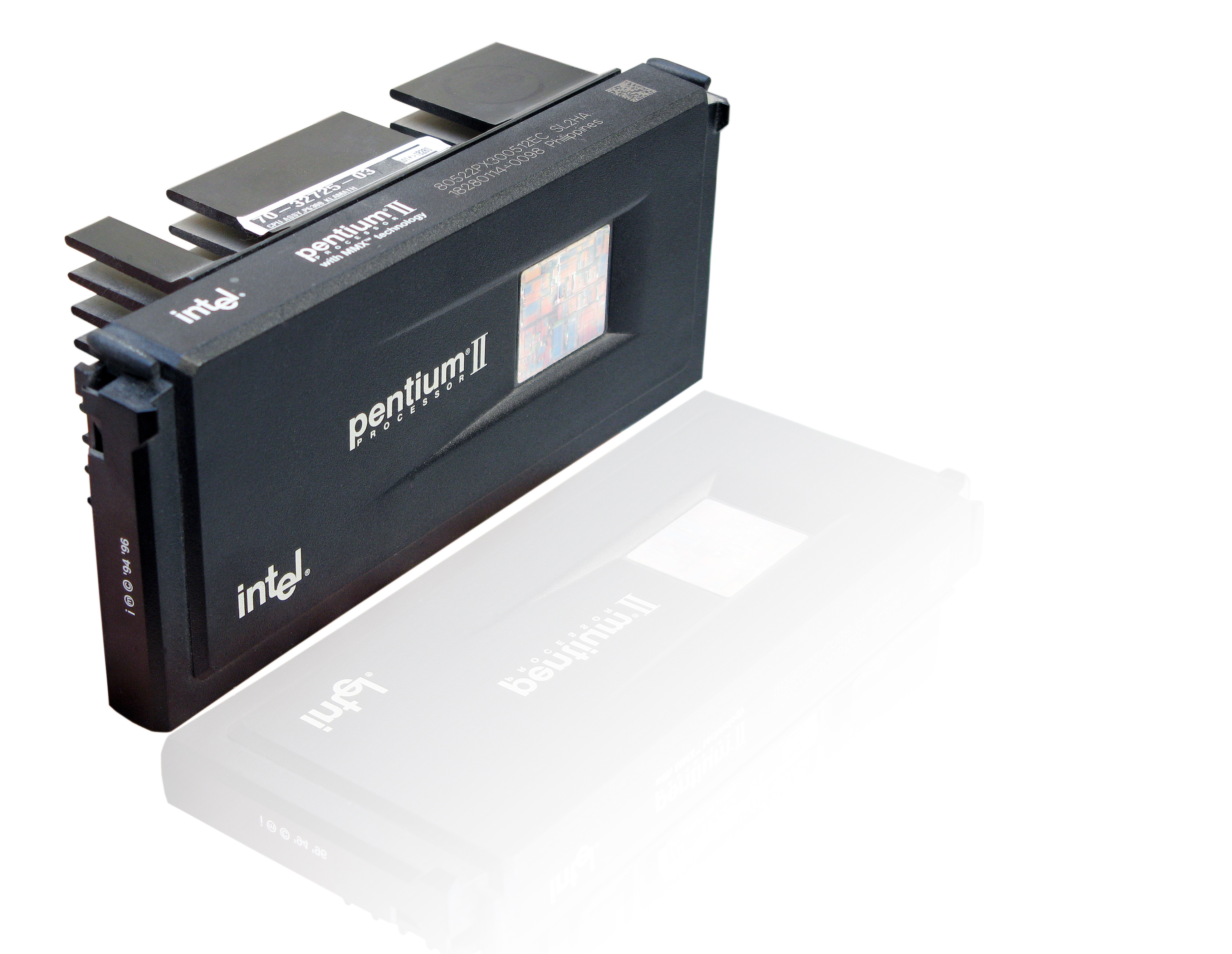
Pentium II processor with MMX technology, SECC cartridge.

Pentium II  thương hiệu liên quan đến thế hệ  vi kiến trúc thứ sáu (' P6 ') và bộ vi xử lý tương thích x86 của Intel được giới thiệu vào ngày 07 tháng 5 năm 1997. Chứa 7,5 triệu bóng bán dẫn (27,4 triệu trong trường hợp của Dixon di động với 256 KB bộ nhớ cache L2), Pentium II có phiên bản cải tiến của lõi tái tạo P6 đầu tiên của Pentium Pro, chứa 5,5 triệu bóng bán dẫn. Tuy nhiên, hệ thống con bộ đệm L2 của nó đã bị hạ cấp khi so sánh với Pentium Pro.
Năm 1998, Intel phân tầng họ Pentium II bằng cách phát hành dòng bộ xử lý Celeron dựa trên Pentium II cho các máy trạm cấp thấp và dòng Xeon Pentium II cho các máy chủ và máy trạm cao cấp. Celeron được đặc trưng bởi bộ đệm L2 bị giảm hoặc bỏ qua (trong một số trường hợp có mặt nhưng bị vô hiệu hóa) bộ đệm L2 tốc độ đầy đủ và FSB 66 MT/s. Xeon được đặc trưng bởi một loạt bộ đệm L2 tốc độ đầy đủ (từ 512 KB đến 2048 KB), 100 MT/s FSB, giao diện vật lý khác (Slot 2) và hỗ trợ đa xử lý đối xứng.
Vào tháng 2 năm 1999, Pentium II đã được thay thế bằng Pentium III gần như giống hệt nhau, chỉ bổ sung bộ hướng dẫn SSE mới sau đó. Tuy nhiên, gia đình lớn tuổi sẽ tiếp tục được sản xuất cho đến tháng 6 năm 2001 cho các thiết bị để bàn, tháng 9 năm 2001 cho các thiết bị di động, và cuối năm 2003 cho các thiết bị nhúng.